# Ziua Drepturilor Omului

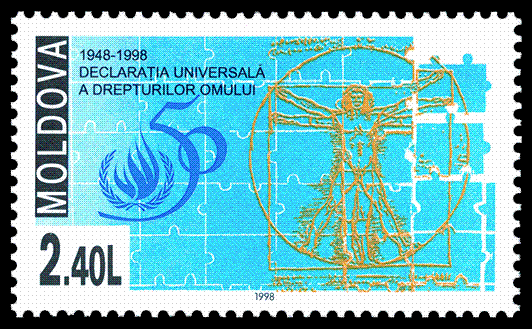
50 de ani de la Declarația Universală a Drepturilor Omului

Ziua Drepturilor Omului este sărbătorită anual în jurul lumii pe 10 decembrie.
Data a fost aleasă pentru a onora adoptarea și proclamarea de către Adunarea Generală a ONU, la 10 decembrie 1948, a Declarației Universale a Drepturilor Omului (DUDO), prima exprimare globală a drepturilor omului și una dintre primele realizări majore a noii organizații a Națiunilor Unite. Instituirea oficială a Zilei Drepturilor Omului, a avut loc la plenara 317 a Adunării Generale, la 4 decembrie 1950, când Adunarea Generală a declarat Rezoluția 423 (V), prin care invita toate statele membre, precum și orice alte organizații interesate să sărbătorească ziua așa cum cred că e potrivit.
Ziua este marcată în mod normal atât de conferințe și reuniuni politice la nivel înalt cât și de evenimente culturale și expoziții care se ocupă cu probleme legate de drepturile omului.